# Ubuntu Local Municipality
Ubuntu (englisch Ubuntu Local Municipality) ist eine Lokalgemeinde im Distrikt Pixley Ka Seme der südafrikanischen Provinz Nordkap. Der Sitz der Gemeindeverwaltung befindet sich in Victoria West. Bürgermeisterin ist Moira Rigard.
Der Gemeindename ist ein isiXhosa- (und isiZulu)-Wort mit der Bedeutung ‚Menschlichkeit‘. Der Name wurde gewählt, um die Hauptaufgabe der Gemeinde zu beschreiben, nämlich der Öffentlichkeit in einer menschlichen und freundlichen Weise zu dienen.

## Städte und Orte
- Hutchinson
- Loxton
- Merriman
- Richmond
- Sabelo
- Victoria West

## Bevölkerung
Im Jahr 2011 hatte die Gemeinde 18.601 Einwohner. Davon waren 69,8 % Coloured, 21,3 % schwarz und 7,6 % weiß. Gesprochen wurde zu 81,4 % Afrikaans, 12,3 % isiXhosa und zu 1,8 % Englisch.